# أهداف التنمية المستدامة في لبنان

علم لبنان

أهداف التنمية المستدامة في لبنان تشير إلى الجهود والمساهمات التي قدمها لبنان في سبيل تنفيذ خطة التنمية المستدامة لعام 2030. نظّمت وكالات الأمم المتحدة المختلفة، بما في ذلك شبكة الميثاق العالمي للأمم المتحدة في لبنان، سلسلة من المنتديات لأصحاب المصلحة المتعددين خلال أواخر عام 2010، بهدف تعزيز التقدم نحو تحقيق الأهداف العالمية ودراسة تأثيرها على قطاع الأعمال في لبنان.
سجّل لبنان المرتبة السادسة من بين 21 دولة في المنطقة العربية في مؤشر أهداف التنمية المستدامة لعام 2019، محققًا 63.09 نقطة.

## خلفية

### أهداف التنمية المستدامة ذات الأولوية
واجه لبنان تحديات مختلفة فيما يتعلق بوضع رؤية واضحة من شأنها تطوير السياسات وتعزيزها لتحسين إستراتيجية تنفيذ خطة التنمية المستدامة لعام 2030.  نفذت شبكة الاتفاق العالمي للأمم المتحدة محاولات إنمائية لقيادة مبادرات مؤثرة، بهدف دمج أفضل ممارسات تحقيق أهداف التنمية المستدامة، لا سيما فيما يتعلق بدعم القطاع الخاص، بغية الوفاء بتوقعات خطة عام 2030.

### المساهمات اللبنانية في أجندة أهداف التنمية المستدامة
كان لبنان مشاركًا حيويًا في العمليات المتعلقة بأهداف التنمية المستدامة. فقد ساهم بدايةً في إعداد التقرير الذي قُدم خلال مؤتمر الأمم المتحدة للتنمية المستدامة. كما شارك في المشاورات الوطنية لإعداد مدخلات صياغة أهداف التنمية المستدامة، إضافةً إلى مشاركته في مؤتمرات القمة الخاصة بالتنمية المستدامة. وقد وافق لبنان رسميًا على خطة التنمية المستدامة لعام 2030، بما في ذلك الأهداف السبعة عشر للتنمية المستدامة، خلال اجتماع الجمعية العامة للأمم المتحدة في سبتمبر 2015.
وُجّهت دعوة عالمية في عام 2015 لتطوير الريادة في مجالات القضاء على الفقر، ومكافحة عدم المساواة، والتصدي لأزمة تغير المناخ. اجتمع قادة العالم في 25 سبتمبر 2015 في مقر الأمم المتحدة في نيويورك لاعتماد خطة التنمية المستدامة لعام 2030، التي جاءت لتحل محل الأهداف الإنمائية للألفية.
أدرجت الخطة 17 هدفًا جديدًا للتنمية المستدامة، لتكون بمثابة مسار إرشادي للسنوات الخمس عشرة التالية بهدف جعل العالم مكانًا أفضل للجميع.
أظهر لبنان أداءً معقدًا فيما يتعلق بتحقيق الأهداف الإنمائية للألفية، مما جعله يواجه تحديات تنموية على المستويات الاجتماعية والاقتصادية والبيئية. كما زادت الأزمة السورية من تفاقم هذه التحديات.
وخلال عام 2016، لم يُشهد تحسن ملموس في إبراز الحاجة إلى وضع إستراتيجية تنموية وطنية لتعزيز تحقيق أهداف التنمية المستدامة في لبنان. وترتبط هذه الإشكالية بشكل رئيسي بتأثير الأزمة السورية على رفاهية البلاد، ما حال دون تحقيق تقدم إضافي في البنية التحتية.

### لبنان وأهداف التنمية المستدامة
اعتُمدت خطة التنمية المستدامة لعام 2030 من قبل جميع الدول الأعضاء في الأمم المتحدة في عام 2015. تشمل أهداف التنمية المستدامة مجموعة من 17 هدفًا عالميًا تهدف إلى "تحويل عالمنا". هذه الأهداف تمثل دعوة عاجلة للعمل موجهة من قبل - وإلى - جميع البلدان من أجل شراكة عالمية، وتمتد لتشمل مجموعة واسعة من المجالات التنموية مثل القضاء على الفقر، والمساواة، والتعليم، والنمو الاقتصادي، وغيرها. تتضمن خطة عام 2030 نحو 160 هدفًا و230 مؤشرًا.
وافق لبنان على خطة التنمية المستدامة لعام 2030 وأهداف التنمية المستدامة في سبتمبر 2015. وقد حدد تقرير الإسكوا، الذي أُعد بالتعاون مع وزارة البيئة اللبنانية في أوائل عام 2015، ست أولويات رئيسية للتنمية المستدامة في لبنان، وهي:
1. خلق فرص العمل المحفزة للنمو الاقتصادي.
2. بناء القدرات المؤسسية والإدارية وتحسين الحوكمة.
3. تحسين أنظمة الحماية الاجتماعية لجميع الفئات والتعامل مع عدم المساواة.
4. تحقيق أمن الطاقة.
5. تطوير البنية التحتية والمدن المستدامة.
6. حماية الموائل الطبيعية والتنوع البيولوجي.

أشار التقرير إلى أن هذه الأولويات تتماشى مع أهداف التنمية المستدامة، لا سيما الهدف 7 (الطاقة)، والهدف 8 (النمو والعمالة)، والهدفان 9 و11 (البنية التحتية والمدن المستدامة)، والهدف 10 (عدم المساواة)، والهدف 15 (النظم البيئية)، والهدف 16 (المؤسسات).